# The Circus Starring: Britney Spears
The Circus Starring: Britney Spears, gemeinhin als „Circus-Tour“ bekannt, war die siebte Konzert-Tournee der US-amerikanischen Pop-Sängerin Britney Spears in Anlehnung an ihr sechstes Studioalbum Circus. Die Tour fand in Nordamerika, Europa und Australien statt.
Es war ihre erste Welt-Tournee seit fünf Jahren, im Anschluss an die Onyx Hotel Tour im Jahr 2004. Die Tour ist die kommerziell erfolgreichste Tour des Jahres 2009 und hat nach 48 Shows rund 74,6 Mio. US-Dollar eingebracht.

## Hintergrund
Kurz nach der Premiere ihres neuen Songs „Womanizer“ beim New Yorker Radiosender Z100 kündigte Spears an, dass sie im Frühjahr 2009 ihre weltweite Tour starten werde. Die Proben für die Tour begannen im Januar 2009, in Vorbereitung für einen Kick-off im März. Schon nach kurzer Zeit waren die 1.000.000 Karten im europäischen Raum ausverkauft.
Am 3. März 2009 startete die Tour in New Orleans. Die Einleitung wurde moderiert durch Perez Hilton und anfangs durch Zauberer und andere Unterhaltungskünstler unterstützt, um die Wirkung des Zirkus zu stärken. Der Tour-Promoter John Meglen sprach mit der Las Vegas Sun über die Tour: „Es ist eine der größten und am besten verkaufen Tourneen des Jahrzehnts.“ Der Las Vegas Deluxe berichtete, dass die Bühne allein schon Kosten in Höhe von 10 Millionen US-Dollar verursachte. Zusätzlich umfasste die gesamte Garderobe Kosten von etwa 150.000 US-Dollar. Das Konzert in Kopenhagen wurde von Yahoo aufgezeichnet jedoch, aus unbekannten Gründen, nicht als DVD Veröffentlicht.

## Setlist
Akt 1: The Circus
- Welcome to the Circus (Intro)
- Circus
- Piece of Me

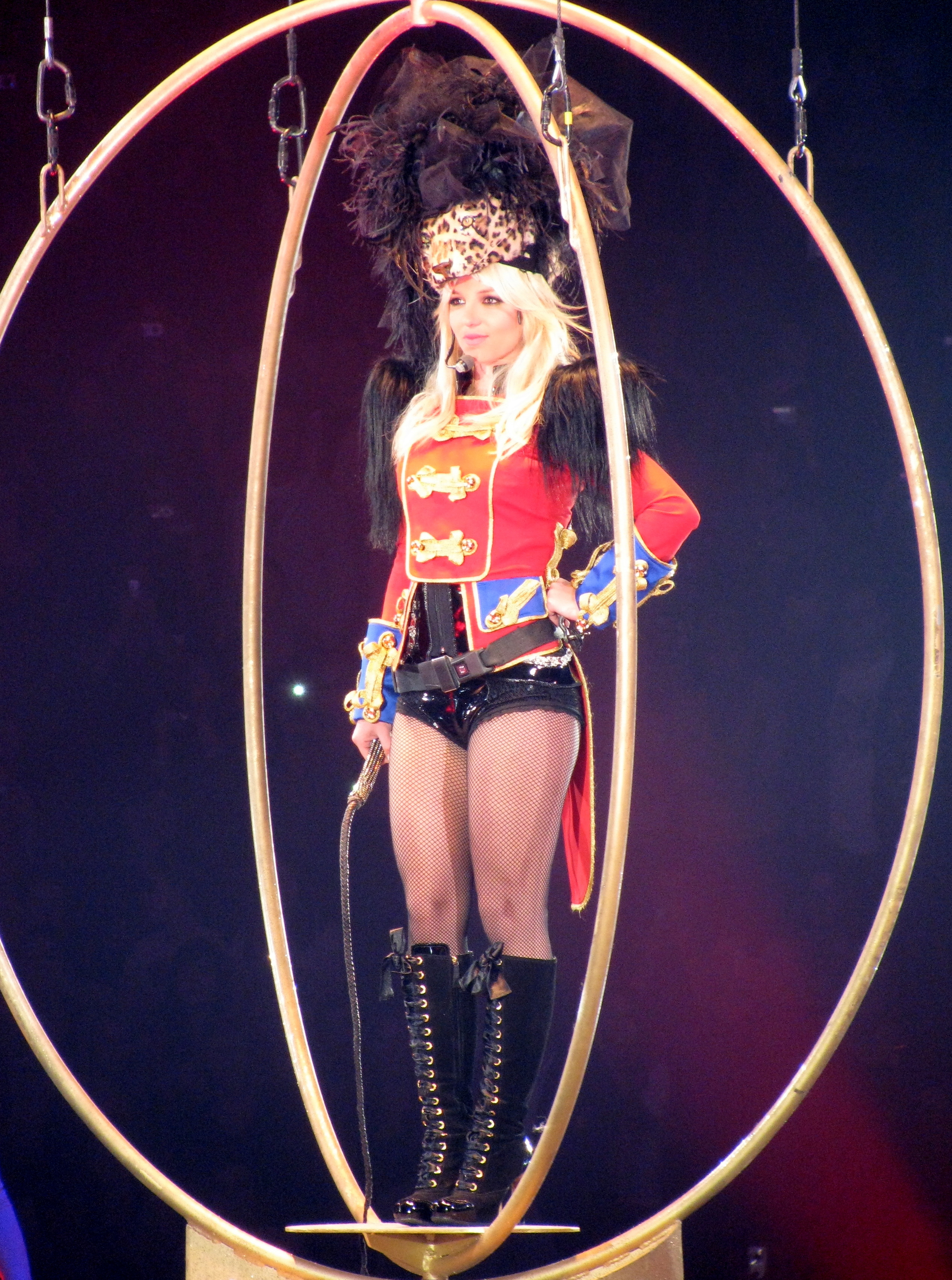
Britney Spears singt das Lied Circus

- Thunderstorm (Akrobatik Performance)
- Radar

Akt 2: House of Fun (Anything Goes)
- Martial Arts Segue (Tänzer Performance) (feat. LAZRtag Remix von Gimme More)
- Ooh Ooh Baby/Hot as Ice
- Boys
- If U Seek Amy
- You Oughta Know[Anmerkung 1]
- Me Against the Music (Bollywood Remix)
- Everytime
- I’m Scared[Anmerkung 2]

Akt 3: Freakshow/Peepshow
- Everybody’s Looking for Something (Video) (feat. Sweet Dreams (Are Made of This))
- Freakshow
- Get Naked (I Got a Plan)
- Mannequin[Anmerkung 3]
- Britney’s Hotline (Video)
- Breathe on Me / Touch of My Hand

Akt 4: Electro Circ
- Band Jam Segue (Band Performance)
- Do Somethin’
- I’m a Slave 4 U
- Heartbeat (Tänzer Performance) (feat. Lollipop, American Boy, Don’t Stop the Music)
- Toxic
- … Baby One More Time

Encore
- Break the Ice (Video)
- Womanizer
- Circus (Reprise: The Bow) (Outro)

Anmerkungen zur Setlist:
1. ↑  Wurde vom 5. September bis 18. September 2009 gespielt.
2. ↑  Wurde am 3. März 2009 gespielt.
3. ↑  Wurde vom 5. Juli bis 26. Juli 2009 gespielt.

## Tourdaten
| Nordamerika        |                         |                        |                                   |
| 3. März 2009       | New Orleans             | Vereinigte Staaten     | New Orleans Arena                 |
| 5. März 2009       | Atlanta                 | Vereinigte Staaten     | Philips Arena                     |
| 7. März 2009       | Miami                   | Vereinigte Staaten     | American Airlines Arena           |
| 8. März 2009       | Tampa                   | Vereinigte Staaten     | St. Pete Times Forum              |
| 11. März 2009      | Hempstead               | Vereinigte Staaten     | Nassau Veterans Memorial Coliseum |
| 13. März 2009      | Newark                  | Vereinigte Staaten     | Prudential Center                 |
| 14. März 2009      | Newark                  | Vereinigte Staaten     | Prudential Center                 |
| 16. März 2009      | Boston                  | Vereinigte Staaten     | TD Banknorth Garden               |
| 18. März 2009      | Toronto                 | Kanada                 | Air Canada Centre                 |
| 19. März 2009      | Toronto                 | Kanada                 | Air Canada Centre                 |
| 20. März 2009      | Montreal                | Kanada                 | Bell Centre                       |
| 23. März 2009      | Hempstead               | Vereinigte Staaten     | Nassau Veterans Memorial Coliseum |
| 24. März 2009      | Washington, D.C.        | Vereinigte Staaten     | Verizon Center                    |
| 27. März 2009      | Pittsburgh              | Vereinigte Staaten     | Mellon Arena                      |
| 30. März 2009      | Houston                 | Vereinigte Staaten     | Toyota Center                     |
| 31. März 2009      | Dallas                  | Vereinigte Staaten     | American Airlines Center          |
| 2. April 2009      | Kansas City             | Vereinigte Staaten     | Sprint Center                     |
| 3. April 2009      | Minneapolis             | Vereinigte Staaten     | Target Center                     |
| 6. April 2009      | Edmonton                | Kanada                 | Rexall Place                      |
| 8. April 2009      | Vancouver               | Kanada                 | General Motors Place              |
| 9. April 2009      | Tacoma                  | Vereinigte Staaten     | Tacoma Dome                       |
| 11. April 2009     | Sacramento              | Vereinigte Staaten     | ARCO Arena                        |
| 12. April 2009     | San José                | Vereinigte Staaten     | HP Pavilion at San Jose           |
| 14. April 2009     | Salt Lake City          | Vereinigte Staaten     | EnergySolutions Arena             |
| 16. April 2009     | Los Angeles             | Vereinigte Staaten     | Staples Center                    |
| 17. April 2009     | Los Angeles             | Vereinigte Staaten     | Staples Center                    |
| 19. April 2009     | Anaheim                 | Vereinigte Staaten     | Honda Center                      |
| 20. April 2009     | Anaheim                 | Vereinigte Staaten     | Honda Center                      |
| 22. April 2009     | Oakland                 | Vereinigte Staaten     | Oracle Arena                      |
| 24. April 2009     | Glendale (Arizona)      | Vereinigte Staaten     | Jobing.com Arena                  |
| 25. April 2009     | Las Vegas               | Vereinigte Staaten     | MGM Grand Garden Arena            |
| 28. April 2009     | Chicago                 | Vereinigte Staaten     | Allstate Arena                    |
| 29. April 2009     | Chicago                 | Vereinigte Staaten     | Allstate Arena                    |
| 30. April 2009     | Columbus                | Vereinigte Staaten     | Jerome Schottenstein Center       |
| 2. Mai 2009        | Montville (Connecticut) | Vereinigte Staaten     | Mohegan Sun Arena                 |
| 3. Mai 2009        | Montville (Connecticut) | Vereinigte Staaten     | Mohegan Sun Arena                 |
| 5. Mai 2009        | Montreal                | Kanada                 | Bell Centre                       |
| Europa             |                         |                        |                                   |
| 3. Juni 2009       | London                  | Vereinigtes Königreich | The O2                            |
| 4. Juni 2009       | London                  | Vereinigtes Königreich | The O2                            |
| 6. Juni 2009       | London                  | Vereinigtes Königreich | The O2                            |
| 7. Juni 2009       | London                  | Vereinigtes Königreich | The O2                            |
| 10. Juni 2009      | London                  | Vereinigtes Königreich | The O2                            |
| 11. Juni 2009      | London                  | Vereinigtes Königreich | The O2                            |
| 13. Juni 2009      | London                  | Vereinigtes Königreich | The O2                            |
| 14. Juni 2009      | London                  | Vereinigtes Königreich | The O2                            |
| 17. Juni 2009      | Manchester              | Vereinigtes Königreich | Manchester Evening News Arena     |
| 19. Juni 2009      | Dublin                  | Irland                 | The O2                            |
| 20. Juni 2009      | Dublin                  | Irland                 | The O2                            |
| 4. Juli 2009       | Paris                   | Frankreich             | Palais Omnisports de Paris-Bercy  |
| 5. Juli 2009       | Paris                   | Frankreich             | Palais Omnisports de Paris-Bercy  |
| 6. Juli 2009       | Paris                   | Frankreich             | Palais Omnisports de Paris-Bercy  |
| 9. Juli 2009       | Antwerpen               | Belgien                | Sportpaleis                       |
| 11. Juli 2009      | Kopenhagen              | Dänemark               | Parken (Stadion)                  |
| 13. Juli 2009      | Stockholm               | Schweden               | Ericsson Globe                    |
| 14. Juli 2009      | Stockholm               | Schweden               | Ericsson Globe                    |
| 16. Juli 2009      | Helsinki                | Finnland               | Hartwall Areena                   |
| 19. Juli 2009      | St. Petersburg          | Russland               | Eissportarena Sankt Petersburg    |
| 21. Juli 2009      | Moskau                  | Russland               | Olimpijski                        |
| 26. Juli 2009      | Berlin                  | Deutschland            | O2 World                          |
| Nordamerika        |                         |                        |                                   |
| 20. August 2009    | Hamilton (Ontario)      | Kanada                 | Copps Coliseum                    |
| 21. August 2009    | Ottawa                  | Kanada                 | Scotiabank Place                  |
| 24. August 2009    | New York City           | Vereinigte Staaten     | Madison Square Garden             |
| 25. August 2009    | New York City           | Vereinigte Staaten     | Madison Square Garden             |
| 26. August 2009    | New York City           | Vereinigte Staaten     | Madison Square Garden             |
| 29. August 2009    | Boston                  | Vereinigte Staaten     | TD Garden                         |
| 30. August 2009    | Philadelphia            | Vereinigte Staaten     | Wachovia Center                   |
| 1. September 2009  | Orlando                 | Vereinigte Staaten     | Amway Arena                       |
| 2. September 2009  | Miami                   | Vereinigte Staaten     | American Airlines Arena           |
| 4. September 2009  | Atlanta                 | Vereinigte Staaten     | Philips Arena                     |
| 5. September 2009  | Greensboro              | Vereinigte Staaten     | Greensboro Coliseum               |
| 8. September 2009  | Detroit                 | Vereinigte Staaten     | Palace of Auburn Hills            |
| 9. September 2009  | Chicago                 | Vereinigte Staaten     | Allstate Arena                    |
| 11. September 2009 | Des Moines              | Vereinigte Staaten     | Wells Fargo Arena                 |
| 12. September 2009 | Grand Forks             | Vereinigte Staaten     | Alerus Center                     |
| 15. September 2009 | Tulsa                   | Vereinigte Staaten     | BOK Center                        |
| 16. September 2009 | Houston                 | Vereinigte Staaten     | Toyota Center                     |
| 18. September 2009 | Dallas                  | Vereinigte Staaten     | American Airlines Center          |
| 19. September 2009 | Bossier City            | Vereinigte Staaten     | CenturyTel Center                 |
| 21. September 2009 | El Paso                 | Vereinigte Staaten     | Don Haskins Center                |
| 23. September 2009 | Los Angeles             | Vereinigte Staaten     | Staples Center                    |
| 24. September 2009 | San Diego               | Vereinigte Staaten     | San Diego Sports Arena            |
| 26. September 2009 | Las Vegas               | Vereinigte Staaten     | Mandalay Bay Events Center        |
| 27. September 2009 | Las Vegas               | Vereinigte Staaten     | Mandalay Bay Events Center        |
| Australien         |                         |                        |                                   |
| 6. November 2009   | Perth                   | Australien             | Burswood Dome                     |
| 7. November 2009   | Perth                   | Australien             | Burswood Dome                     |
| 11. November 2009  | Melbourne               | Australien             | Rod Laver Arena                   |
| 12. November 2009  | Melbourne               | Australien             | Rod Laver Arena                   |
| 13. November 2009  | Melbourne               | Australien             | Rod Laver Arena                   |
| 16. November 2009  | Sydney                  | Australien             | Acer Arena                        |
| 17. November 2009  | Sydney                  | Australien             | Acer Arena                        |
| 19. November 2009  | Sydney                  | Australien             | Acer Arena                        |
| 20. November 2009  | Sydney                  | Australien             | Acer Arena                        |
| 22. November 2009  | Brisbane                | Australien             | Brisbane Entertainment Centre     |
| 24. November 2009  | Brisbane                | Australien             | Brisbane Entertainment Centre     |
| 25. November 2009  | Brisbane                | Australien             | Brisbane Entertainment Centre     |
| 27. November 2009  | Melbourne               | Australien             | Rod Laver Arena                   |
| 29. November 2009  | Adelaide                | Australien             | Adelaide Entertainment Centre     |

## Einnahmen
| Veranstaltungsort             | Stadt            | Anzahl der Shows | Gekaufte Tickets               | Einnahmen     |
| ----------------------------- | ---------------- | ---------------- | ------------------------------ | ------------- |
| New Orleans Arena             | New Orleans      | 1                | 16.810 / 16.810 (100 %)        | $ 1.604.815   |
| Philips Arena                 | Atlanta          | 2                | 29.094 / 29.094 (100 %)        | $ 2.350.956   |
| American Airlines Arena       | Miami            | 2                | 33.146 / 33.146 (100 %)        | $ 2.846.027   |
| St. Pete Times Forum          | Tampa            | 1                | 18.929 / 18.929 (100 %)        | $ 1.818.011   |
| Prudential Center             | Newark           | 2                | 33.535 / 33.535 (100 %)        | $ 3.865.005   |
| TD Banknorth Gardens          | Boston           | 2                | 31.989 / 31.989 (100 %)        | $2.945.692    |
| Air Canada Centre             | Toronto          | 2                | 37.912 / 37.912 (100 %)        | $ 3.714.316   |
| Bell Centre                   | Montreal         | 2                | 32.709 / 32.709 (100 %)        | $ 2.834.097   |
| Nassau Coliseum               | Uniondale        | 2                | 33.549 / 33.549 (100 %)        | $ 3.623.790   |
| Verizon Center                | Washington. D.C. | 1                | 18.160 / 18.160 (100 %)        | $ 1.859.147   |
| Mellon Arena                  | Pittsburgh       | 1                | 16.146 / 16.146 (100 %)        | $ 1.553.944   |
| Toyota Center                 | Houston          | 2                | 27.951 / 27.951 (100 %)        | $ 2.488.360   |
| American Airlines Center      | Dallas           | 2                | 31.340 / 31.340 (100 %)        | $ 2.929.863   |
| Sprint Center                 | Kansas City      | 1                | 16.872 / 16.872 (100 %)        | $ 1.567.486   |
| Target Center                 | Minneapolis      | 1                | 17.694 / 17.694 (100 %)        | $ 1.420.032   |
| Rexall Place                  | Edmonton         | 1                | 17.109 / 17.109 (100 %)        | $ 1.422.220   |
| GM Place                      | Vancouver        | 1                | 18.040 / 18.040 (100 %)        | $ 1.552.132   |
| Tacoma Dome                   | Tacoma           | 1                | 21.828 / 21.828 (100 %)        | $ 1.694.410   |
| Arco Arena                    | Sacramento       | 1                | 14.975 / 14.975 (100 %)        | $ 1.293.323   |
| HP Pavilion at San Jose       | San Jose         | 1                | 17.053 / 17.053 (100 %)        | $ 1.834.352   |
| EnergySolutions Arena         | Salt Lake City   | 1                | 17.095 / 17.095 (100 %)        | $ 1.076.551   |
| Staples Center                | Los Angeles      | 3                | 48.448 / 48.448 (100 %)        | $ 5.225.599   |
| Honda Center                  | Anaheim          | 2                | 31.582 / 31.582 (100 %)        | $ 3.081.963   |
| Oracle Arena                  | Oakland          | 1                | 17.694 / 17.694 (100 %)        | $ 1.310.285   |
| Allstate Arena                | Chicago          | 3                | 48.637 / 48.637 (100 %)        | $ 3.917.002   |
| MGM Grand Garden              | Las Vegas        | 3                | 34.527 / 34.527 (100 %)        | $ 4.195.210   |
| Mohegan Sun Arena             | Montville        | 1                | 18.611 / 18.611 (100 %)        | $ 2.349.446   |
| Jobing.com Arena              | Phoenix          | 1                | 17.005 / 17.005 (100 %)        | $ 1.769.063   |
| Schottenstein Center          | Columbus         | 1                | 17.221 / 17.221 (100 %)        | $ 1.434.383   |
| The O2                        | London           | 8                | 139.778 / 143.840 (97 %)       | $ 9.959.306   |
| Parken Stadion                | Kopenhagen       | 1                | 40.000 / 40.000 (100 %)        |               |
| Copps Coliseum                | Hamilton         | 1                | 16.629 / 16.629 (100 %)        | $ 943.852     |
| Scotiabank Place              | Ottawa           | 1                | 15.883 / 15.883 (100 %)        | $ 1.071.229   |
| Madison Square Garden         | New York         | 3                | 53.356 / 53.356 (100 %)        | $ 3.814.089   |
| Wachovia Center               | Philadelphia     | 1                | 17.641 / 17.641 (100 %)        | $ 1.165.725   |
| Amway Arena                   | Orlando          | 1                | 11.408 / 11.408 (100 %)        | $ 687.437     |
| Greensboro Coliseum           | Greensboro       | 1                | 10.813 / 10.813 (100 %)        | $ 559.862     |
| Palace of Auburn Hills        | Detroit          | 1                | 12.572 / 12.572 (100 %)        | $ 935.772     |
| Wells Fargo Arena             | Des Moines       | 1                | 10.397 / 10.397 (100 %)        | $ 525.479     |
| Alerus Center                 | Grand Forks      | 1                | 12.713 / 12.713 (100 %)        | $ 849.983     |
| BOK Center                    | Tulsa            | 1                | 10.930 / 10.930 (100 %)        | $ 794.596     |
| CenturyTel Center             | Bossier City     | 1                | 10.240 / 10.240 (100 %)        | $ 610.818     |
| Don Haskins Center            | El Paso          | 1                | 11.531 / 11.531 (100 %)        | $ 928.907     |
| San Diego Sports Arena        | San Diego        | 1                | 11.845 / 11.845 (100 %)        | $ 608.300     |
| Burswood Dome                 | Perth            | 1                | 18.272 / 18.272 (100 %)        |               |
| Acer Arena                    | Sydney           | 4                | 66.247 / 69.640 (96 %)         | $ 9.085.822   |
| Brisbane Entertainment Centre | Brisbane         | 3                | 29.457 / 39.876 (74 %)         | $ 4.053.770   |
|                               | TOTAL            | 77 / 97          | 1.235.373 / 1.253.508 (98,5 %) | $ 106.172.427 |